# Ancita basalis
Ancita basalis är en skalbaggsart som först beskrevs av Francis Polkinghorne Pascoe 1867.  Ancita basalis ingår i släktet Ancita och familjen långhorningar. Inga underarter finns listade i Catalogue of Life.